# لفائف متعرجة (جيولوجيا)
لفائف متعرجة هو مصطلح وصفي يستخدمه الجيولوجيون الفيزيائيون وخبراء علم الجليد لوصف الشكل الشبيه «باللفائف المتعرجة» الذي يتواجد على طول خطوط تذرية معينة. وقد تم وصف تلك الأشكال الطبيعية الغريبة للوديان النفقية صغيرة الحجم بشكل رئيسي للمرة الأولى من جانب الجيولوجي الفرنسي جان جيروم بيتافي في عام 1973، وذلك خلال رحلة استكشافية إلى شمال جرينلاند، وفي وقت لاحق أكد ذلك من قبل فريق من الجيولوجيين الدنماركيين. ويعتقد أن تشكيل اللفائف المتعرجة يتم من خلال نفس آلية الوديان النفقية.